# Cani neri
Cani neri (Black Dogs) è un romanzo del 1992 dell'autore britannico Ian McEwan.

## Trama
Tratta le conseguenze dell'era del nazismo in Europa e come la caduta del Muro di Berlino nel 1989 abbia influenzato coloro che vedevano il comunismo come una via d'uscita per la società. I personaggi principali viaggiano in Francia, dove incontrano inquietanti residui del nazismo ancora latitanti nella campagna francese.
I principali personaggi sono Bernard, che crede maggiormente nella scienza e il progresso sociale. June che si trasforma in una sorta di mistica che crede nell'esistenza della magia e un piano divino. Jeremy e il suo scetticismo che si contrappone alle due figure precedenti, cercando di capire chi dei due è quello vincente.
Il narratore della storia è Jeremy, un uomo che perse i suoi genitori in un incidente stradale all'età di otto anni. Da quel momento prova a sostituirli, inizialmente con i genitori dei suoi amici, poi con i suoi suoceri Bernard e June. Attraverso le loro memorie, Jeremy prova a ricostruire la loro storia d'amore e come sia cambiata la loro vita dopo l'incidente che dà il nome all'opera: June venne attaccata da due cani neri che furono visti come il male dell'universo. Da quel momento lei sente dentro di sé un senso divino e un dovere di resistere alla forza del male di quei cani.

## Edizioni in italiano
- Ian McEwan; Cani neri, traduzione di Susanna Basso, G. Einaudi, Torino 1993 ISBN 88-06-12970-8
- Ian McEwan; Cani neri, traduzione di Susanna Basso, Einaudi, Torino ©1995,  ISBN] 978-88-06-17284-8
- Ian McEwan; Cani neri, traduzione di Susanna Basso, Einaudi, Torino 2005 ISBN 88-06-17284-0
- Ian McEwan; Cani neri, traduzione di Susanna Basso, Einaudi, Torino 2016 ISBN 978-88-06-22735-7